# ذوات الجسيم القاعدي
ذوات الجسيم القاعدي (الاسم العلمي: Parabasalia) هي أصنوفة في شعبة الفوق مونيات.

## أصنوفات
الأصنوفات الأدنى لهذا الكائن:
- كود سباركل
- تحديث القائمة

رتبة:مشعريات ثلاثية 
اسم علمي: Tritrichomonadida

جنس:Achemon 
اسم علمي: Achemon

جنس:Apospironympha 
اسم علمي: Apospironympha

جنس:Astronympha 
اسم علمي: Astronympha

جنس:Barbulanympha 
اسم علمي: Barbulanympha

جنس:Bispironympha 
اسم علمي: Bispironympha

جنس:Bullanympha 
اسم علمي: Bullanympha

جنس:Caduceia 
اسم علمي: Caduceia

جنس:Calonympha 
اسم علمي: Calonympha

جنس:Chilomitus 
اسم علمي: Chilomitus

جنس:Coelotrichomastix 
اسم علمي: Coelotrichomastix

جنس:Colospironympha 
اسم علمي: Colospironympha

جنس:Coronympha 
اسم علمي: Coronympha

جنس:Criconympha 
اسم علمي: Criconympha

جنس:Crucinympha 
اسم علمي: Crucinympha

جنس:Cthulhu 
اسم علمي: Cthulhu

جنس:Cthylla 
اسم علمي: Cthylla

جنس:Cyathosoma 
اسم علمي: Cyathosoma

جنس:Cyclojoenia 
اسم علمي: Cyclojoenia

جنس:Cyclonympha 
اسم علمي: Cyclonympha

جنس:Deltotrichonympha 
اسم علمي: Deltotrichonympha

جنس:Devescovina 
اسم علمي: Devescovina

جنس:Diplonympha 
اسم علمي: Diplonympha

جنس:Ditrichomonas 
اسم علمي: Ditrichomonas

جنس:Eucomonympha 
اسم علمي: Eucomonympha

جنس:Eutrichomastix 
اسم علمي: Eutrichomastix

جنس:Evemonia 
اسم علمي: Evemonia

جنس:Foaina 
اسم علمي: Foaina

جنس:Gigantomonas 
اسم علمي: Gigantomonas

جنس:Gyronympha 
اسم علمي: Gyronympha

جنس:Hexamastix 
اسم علمي: Hexamastix

جنس:Holomastigotes 
اسم علمي: Holomastigotes

جنس:Holomastigotoides 
اسم علمي: Holomastigotoides

جنس:Honigbergiella 
اسم علمي: Honigbergiella

جنس:Hoplonympha 
اسم علمي: Hoplonympha

جنس:Hyperdevescovina 
اسم علمي: Hyperdevescovina

طائفة:Hypermastigea 
اسم علمي: Hypermastigea

طائفة:Hypermastigia 
اسم علمي: Hypermastigia

رتبة:Hypotrichomonadida 
اسم علمي: Hypotrichomonadida

جنس:Hypotrichomonas 
اسم علمي: Hypotrichomonas

جنس:Idionympha 
اسم علمي: Idionympha

جنس:Janickiella 
اسم علمي: Janickiella

جنس:Joenia 
اسم علمي: Joenia

جنس:Joenina 
اسم علمي: Joenina

جنس:Joenoides 
اسم علمي: Joenoides

جنس:Joenopsis 
اسم علمي: Joenopsis

جنس:Kirbynia 
اسم علمي: Kirbynia

جنس:Kofoidia 
اسم علمي: Kofoidia

جنس:Koruga 
اسم علمي: Koruga

جنس:Leptospironympha 
اسم علمي: Leptospironympha

جنس:Lophomonas 
اسم علمي: Lophomonas

جنس:Macrospironympha 
اسم علمي: Macrospironympha

جنس:Macrotrichomonas 
اسم علمي: Macrotrichomonas

جنس:Mesojoenia 
اسم علمي: Mesojoenia

جنس:Metacoronympha 
اسم علمي: Metacoronympha

جنس:Metadevescovina 
اسم علمي: Metadevescovina

جنس:Microjoenia 
اسم علمي: Microjoenia

جنس:Micromastigotes 
اسم علمي: Micromastigotes

جنس:Microspironympha 
اسم علمي: Microspironympha

جنس:Monotrichomonas 
اسم علمي: Monotrichomonas

جنس:Pachyjoenia 
اسم علمي: Pachyjoenia

جنس:Paradevescovina 
اسم علمي: Paradevescovina

جنس:Parahistomonas 
اسم علمي: Parahistomonas

جنس:Parajoenia 
اسم علمي: Parajoenia

جنس:Pentatrichomonoides 
اسم علمي: Pentatrichomonoides

جنس:Placojoenia 
اسم علمي: Placojoenia

جنس:Polymastigoides 
اسم علمي: Polymastigoides

جنس:Projoenia 
اسم علمي: Projoenia

جنس:Prolophomonas 
اسم علمي: Prolophomonas

جنس:Prosnyderella 
اسم علمي: Prosnyderella

جنس:Pseudodevescovina 
اسم علمي: Pseudodevescovina

جنس:Pseudotrichonympha 
اسم علمي: Pseudotrichonympha

جنس:Pseudotrypanosoma 
اسم علمي: Pseudotrypanosoma

جنس:Ptychostoma 
اسم علمي: Ptychostoma

جنس:Rhizonympha 
اسم علمي: Rhizonympha

جنس:Rhynchonympha 
اسم علمي: Rhynchonympha

جنس:Rostronympha 
اسم علمي: Rostronympha

جنس:Snyderella 
اسم علمي: Snyderella

جنس:Spiromastigotes 
اسم علمي: Spiromastigotes

جنس:Spironympha 
اسم علمي: Spironympha

جنس:Spirotrichonympha 
اسم علمي: Spirotrichonympha

جنس:Spirotrichonymphella 
اسم علمي: Spirotrichonymphella

جنس:Staurojoenina 
اسم علمي: Staurojoenina

جنس:Stephanonympha 
اسم علمي: Stephanonympha

جنس:Teratonympha 
اسم علمي: Teratonympha

جنس:Tetratrichomastix 
اسم علمي: Tetratrichomastix

جنس:Torquenympha 
اسم علمي: Torquenympha

فصيلة:Tricercomitidae 
اسم علمي: Tricercomitidae

جنس:Tricercomitus 
اسم علمي: Tricercomitus

جنس:Trichocovina 
اسم علمي: Trichocovina

جنس:Trichomastix 
اسم علمي: Trichomastix

جنس:Trichomitopsis 
اسم علمي: Trichomitopsis

جنس:Trichomitus 
اسم علمي: Trichomitus

طائفة:Trichomonadea 
اسم علمي: Trichomonadea

رتبة:Trichomonadida 
اسم علمي: Trichomonadida

جنس:Trichomonoides 
اسم علمي: Trichomonoides

طائفة:Trichonymphea 
اسم علمي: Trichonymphea

فصيلة:Trimastigaceae 
اسم علمي: Trimastigaceae

جنس:Urinympha 
اسم علمي: Urinympha

جنس:Uteronympha 
اسم علمي: Uteronympha